# Пауль Юст
Пауль Юст (нім. Paul Just; 24 грудня 1915, Гамбург — 8 вересня 2000) — німецький офіцер-підводник, капітан-лейтенант крігсмаріне. Кавалер Німецького хреста в золоті.

## Біографія
3 квітня 1936 року вступив на флот. Пройшов офіцерську підготовку, після чого з вересня 1938 року служив льотчиком-спостерігачем берегової оборони. В січні 1941 року перейшов у підводний флот. Після проходження навчання служив на підводному човні U-156. В липні-серпні 1942 року пройшов курс командира човна. В серпні-вересні 1942 року — командир U-6, з вересня 1942 по травень 1943 року — U-151, з 2 червня 1943 року — U-546, на якому здійснив 3 походи (разом 284 дні в морі).
24 квітня 1945 року потопив американський ескортний міноносець «Фредерік Девіс» водотоннажністю 1200 тонн; 113 із 195 членів екіпажу загинули. Того ж дня U-546 був потоплений в Північній Атлантиці північно-західніше Азорських островів (43°53′ пн. ш. 40°07′ зх. д.) глибинними бомбами американських есмінців «Флагерті», «Нойнцер», «Чатлейн», «Варіан», «Хаббард», «Янсен», «Пілсбарі» та «Кейт». 26 членів екіпажу загинули, 33 (включаючи Юста) були врятовані і взяті в полон. Утримувався в бостонській в'язниці. Після війни декілька разів зустрічався з лейтенантом Люндебергом, одним з вцілілих офіцерів «Фредеріка Девіса».

## Звання
- Кандидат в офіцери (3 квітня 1936)
- Морський кадет (10 вересня 1936)
- Фенріх-цур-зее (1 травня 1937)
- Оберфенріх-цур-зее (1 липня 1938)
- Лейтенант-цур-зее (1 жовтня 1938)
- Оберлейтенант-цур-зее (1 жовтня 1940)
- Капітан-лейтенант (1 серпня 1943)

## Нагороди
- Залізний хрест 2-го і 1-го класу
- Нагрудний знак спостерігача
- Нагрудний знак підводника
- Німецький хрест в золоті (3 травня 1944)